# 5-ホルムイミノテトラヒドロ葉酸
5-ホルムイミノテトラヒドロ葉酸（5-ホルムイミノテトラヒドロようさん、5-Formiminotetrahydrofolate）は、ヒスチジンの代謝中間体である。グルタミン酸ホルムイミノトランスフェラーゼによって合成され、ホルムイミノトランスフェラーゼシクロデアミナーゼによって5,10-メテニルテトラヒドロ葉酸に変換される。